# Hessebius plumatus
Hessebius plumatus är en mångfotingart som beskrevs av Zalesskaja 1978. Hessebius plumatus ingår i släktet Hessebius och familjen stenkrypare. Inga underarter finns listade i Catalogue of Life.